# Absorpcja krajowa
Absorpcja krajowa to zużycie dóbr na potrzeby konsumpcji i inwestycji oraz wydatków rządowych.
Dążenie do zwiększenia absorpcji krajowej jest zasadniczą przyczyną korzystania przez kraj z kredytów zagranicznych.
W gospodarce możliwa jest sytuacja, że wielkość dochodu narodowego wytworzonego w danym kraju nie jest równa sumie dóbr przeznaczonych na inwestycje, konsumpcję i wydatki rządowe. Dzieje się tak wtedy, gdy wielkość importu nie jest równa wielkości eksportu. Jeżeli eksport będzie większy od importu, to wielkość dochodu narodowego wytworzonego w kraju będzie większa od wielkości dochodu narodowego podzielonego. W ten sposób wartość eksportu netto wpływa na wielkość środków, jakie państwo może przeznaczyć na inwestycje i konsumpcję. W gospodarce zamkniętej państwo może wpływać na ich wielkość jedynie poprzez zwiększenie jednego z tych agregatów kosztem drugiego. Uwzględniając rachunek eksportu i importu, istnieje możliwość zmiany wielkości przeznaczonej na inwestycje bez zmiany wielkości konsumpcji i odwrotnie. Umożliwia też łączne zwiększenie wielkości absorpcji ponad wielkość dochodu wytworzonego w kraju. Ma to miejsce wówczas, gdy eksport danego kraju jest mniejszy od jego importu i kraj korzysta z kredytów zagranicznych. Presja na korzystanie z tego typu pożyczek pojawia się, gdy kraj w wyniku oddziaływania czynników zewnętrznych (spadek popytu na rynku światowym) lub wewnętrznych (ograniczenie możliwości eksportowych) ma trudności ze zrównoważeniem bilansu handlowego bez prowadzenia polityki ograniczania inwestycji lub konsumpcji. Możliwość utrzymywania przez pewien czas nadwyżki importu nad eksportem ma duże znaczenie dla dynamiki wzrostu gospodarczego.
Oprócz korzyści związanych z utrzymywaniem nadwyżki importu nad eksportem zaciąganie zagranicznych kredytów powoduje powstawanie zobowiązań finansowych wobec zagranicy. W dłuższym okresie dany kraj musi osiągnąć nadwyżkę eksportu nad importem pozwalających na spłatę powstałych zobowiązań. W przeciwnym wypadku kraj nie będzie w stanie wywiązać się z obsługi długu i będzie zmuszony do zaciągania kredytów w celu spłaty zadłużenia bądź podjęcia rokowań w celu odroczenia spłaty zobowiązań płatniczych.